# Hans Junkermann
Hannes Junkermann, detto Hans (Sankt Tönis, 6 maggio 1934 – Krefeld, 11 aprile 2022) è stato un ciclista su strada e pistard tedesco. Professionista dal 1955 al 1972, vinse due Tour de Suisse e un Gran Premio di Francoforte.

## Carriera
Professionista per diciotto stagioni, dal 1955 al 1972, corse per la Bauer, l'Altenburger, la Feru, la Molteni, la Gazzola, la Torpedo, la Wiel's, la Ruberg, la Batavus e la Rokado.
Ottenne come principali vittorie da professionista su strada tre campionati nazionali, il Campionato di Zurigo nel 1957, il Tour de Suisse nel 1959 e nel 1962 e il Rund um den Henninger-Turm (noto anche come Gran Premio di Francoforte) nel 1963. Concluse inoltre secondo al Critérium du Dauphiné Libéré nel 1962, terzo alla Freccia Vallone nel 1962 e due volte tra i primi cinque in classifica al Tour de France (quarto nel 1960, quinto nel 1961).
Su pista fu campione europeo sia di americana (1965) che di mezzofondo (1968), vincendo anche numerose Sei giorni; fu anche campione nazionale nell'inseguimento individuale nel 1958 e sei volte campione tedesco di americana.

## Palmarès

### Strada
- 1954 (Dilettanti)

Rund um Düren
- 1955

Grand Prix Veith
Grand Prix Rabeneick
- 1956

Grand Prix Bismarck
- 1957

Meisterschaft von Zürich
- 1958

Grand Prix Rei
7ª tappa Tour de Suisse (Locarno > Klosters)
- 1959

Campionati tedeschi, Prova in linea
2ª tappa Tour de Suisse (Arosa > Wetzikon)
Classifica generale Tour de Suisse
- 1960

Campionati tedeschi, Prova in linea
- 1961

Campionati tedeschi, Prova in linea
Campionati tedeschi, Montagna
- 1962

Campionati tedeschi, Montagna
Grand Prix Bad Schwalbach
5ª tappa Critérium du Dauphiné Libéré
3ª tappa Tour de Suisse (Bienne > Thun)
4ª tappa Tour de Suisse (Thun > Heiligenschwendi)
Classifica generale Tour de Suisse
- 1963

Grand Prix Bad Schwalbach
Rund um den Henninger-Turm
- 1964

Campionati tedeschi, Montagna
- 1966

Campionati tedeschi, Montagna
- 1967

Campionati tedeschi, Montagna
Campionati tedeschi, Criterium

#### Altri successi
- 1959

Classifica a punti Tour de Suisse
- 1962

Classifica a punti Tour de Suisse
Classifica scalatori Tour de Suisse

### Pista
- 1958

Campionati tedeschi, Inseguimento individuale
- 1959

Campionati tedeschi, Americana (con Klaus Bugdahl)
- 1960

Campionati tedeschi, Americana (con Klaus Bugdahl)
Sei giorni di Colonia (con Klaus Bugdahl)
Sei giorni di Dortmund (con Klaus Bugdahl)
Sei giorni di Münster (con Fritz Pfenninger)
- 1961

Campionati tedeschi, Americana (con Rudi Altig)
- 1962

Campionati tedeschi, Americana (con Rudi Altig)
Sei giorni di Münster (con Rudi Altig)
Sei giorni di Berlino (con Rudi Altig)
- 1963

Sei giorni di Essen (con Rudi Altig)
- 1964

Campionati tedeschi, Americana (con Rudi Altig)
Sei giorni di Colonia (con Peter Post)
Sei giorni di Francoforte sul Meno (con Rudi Altig)
Sei giorni di Essen (con Rudi Altig)
- 1965

Campionati tedeschi, Americana (con Horst Oldenburg)
Campionati europei, Americana (con Rudi Altig)
- 1968

Campionati europei, Mezzofondo

## Piazzamenti

### Grandi Giri
- Giro d'Italia

1958: 13º
1959: 11º
1960: 14º
1961: 6º
- Tour de France

1960: 4º
1961: 5º
1962: ritirato (14ª tappa)
1963: 9º
1964: 9º
1965: 25º
1967: 11º
1972: ritirato (13ª tappa)
- Vuelta a España

1959: 15º
1965: 7º

### Classiche monumento
- Milano-Sanremo

1956: 72º
1964: 48º
1965: 19º
- Giro delle Fiandre

1963: 21º
- Parigi-Roubaix

1960: 36º
1963: 42º
1964: 27º
- Liegi-Bastogne-Liegi

1963: 27º

### Competizioni mondiali
- Campionati del mondo su strada

Solingen 1954 - In linea Dilettanti: 10º
Frascati 1955 - In linea: 16º
Copenaghen 1956 - In linea: ritirato
Waregem 1957 - In linea: 31º
Reims 1958 - In linea: 7º
Zandvoort 1959 - In linea: 12º
Sachsenring 1960 - In linea: 6º
Berna 1961 - In linea: 10º
Salò 1962 - In linea: 17º
Ronse 1963 - In linea: 22º
Sallanches 1964 - In linea: 15º
Lasarte-Oria 1965 - In linea: 21º
Nürburgring 1966 - In linea: ritirato
Heerlen 1967 - In linea: 25º
Imola 1968 - In linea: ritirato
Zolder 1969 - In linea: 29º
Mendrisio 1971 - In linea: 38º
Gap 1972 - In linea: ritirato